# Il maglio
Il Maglio è un dipinto a olio, realizzato nel 1889 dal pittore italiano Francesco Filippini che fa parte della collezione della Pinacoteca di Brera.

## Descrizione
Il dipinto, con stile impressionista, rappresenta alcuni operai intenti a lavorare il pezzo sul Maglio appoggiandolo sulla base dell'incudine, dove riceve il colpo dalla mazza battente.
Il bando imponeva il Verismo sociale dando in tema: Il quadro dovrà rappresentare a luce diurna l’interno di un’officina metallurgica della massellatura del ferro ridotto; con due o più lavoranti in atto di girare il massello sotto il martello del maglio. Non dev’essere trattato come soggetto per un effetto pittoresco di contrasti di luce diurna e riflessi di forme incandescenti, ma soprattutto per far risaltare l’energia popolana, nella tenacia delle volontà che vince la resistenza della materia, in un lavoro in cui è in azione la potenza muscolare di operai nudi dalla cintola in su. L’officina potrà essere d’antico sistema, come se ne vedono tante nelle valli Bergamasche o Bresciane, o di sistema moderno col maglio mosso dal vapore. Filippini vinse su cinque concorrenti forse più politicizzati di lui. Filippini non fu però un pittore del realismo sociale quando trattò nelle sue opere soggetti di lavoro, specialmente rurale. Mai senso di denuncia, ma solo pretesti pittorici carichi di verità e dignità del lavoro. Nelle opere di Filippini non si zappa il campo né si dissoda la zolla col vomere, ma si raccolgono i frutti della terra. Le donne spannocchiano, fanno legna nel bosco, tolgono ricci dalle castagne, sfibrano la canapa, in cui alcuni dipinti sono elogio a tutto tondo della donna cui è concesso solo breve riposo sul prato.

## Premi
- Nel 1889 vinse il concorso della fondazione Canonica al quale era imposto il tema: "Il maglio".

## Esposizioni
- Esposizione triennale italiana di belle arti del 1891, Milano
- Francesco Filippini Protagonista del Naturalismo, Museo di Santa Giulia, Brescia, 1999-2000